# 蒙吉羅伊峰
46°23′34″N 9°33′59″E / 46.392724°N 9.566475°E
蒙吉羅伊峰（Piz Mungiroi），是瑞士的山峰，位於該國東南部，由格勞賓登州負責管轄，屬於阿爾卑斯山脈的一部分，海拔高度3,057米，每年平均降雨量1,693毫米。